# Paul Davis
Paul Vincent Davis (født 9. december 1961 i London, England) er en tidligere engelsk fodboldspiller, der spillede som midtbanespiller hos Arsenal F.C. i England. Han var tilknyttet klubben i hele 18 år, og spillede for den over 350 ligakampe. Han var med til at vinde blandt andet to engelske mesterskaber og Pokalvindernes Europa Cup i 1994.
Davis afsluttede sin karriere med kortvarige ophold i norske Stabæk og Brentford F.C. i England.

## Titler
First Division
- 1989 og 1991 med Arsenal F.C.

FA Cup
- 1979 og 1993 med Arsenal F.C.

Football League Cup
- 1987 og 1993 med Arsenal F.C.

Charity Shield
- 1991 med Arsenal F.C.

Pokalvindernes Europa Cup
- 1994 med Arsenal F.C.